# Mała Wieś (powiat rawski)
Mała Wieś – wieś w Polsce położona w województwie łódzkim, w powiecie rawskim, w gminie Cielądz.
Wieś szlachecka położona była w drugiej połowie XVI wieku w powiecie rawskim ziemi rawskiej województwa rawskiego. W latach 1975–1998 miejscowość należała administracyjnie do województwa skierniewickiego.

## Zabytki
Według rejestru zabytków NID na listę zabytków wpisany jest obiekt:
- park dworski, 1 poł. XIX w., nr rej.: 762 z 1.08.1985